# Banger Musik
Banger Musik ist ein deutsches Rap/Hip-Hop-Independent-Label, das 2012 vom Rapper Farid Bang sowie Ralph M. Jacobs und Mohamed Elbouhlali gegründet wurde.

## Labelgeschichte
Nachdem Farid Bangs Album Der letzte Tag deines Lebens auf Platz 3 chartete, sah Farid Bang keinen Grund mehr, bei dem Sony-Music-Sublabel 7days music entertainment AG zu bleiben. Aus der Not heraus, kein geeignetes Label zu finden, beschloss er, sich selbstständig zu machen. Er warb Ralph M. Jacobs (* 1974) von 7days ab und holte Mohamed „Mo7art“ Elbouhlali, auch „Mo“ genannt (* um 1984), den er noch von German Dream kannte, dazu. Mit einem Startkapital von 25.000 Euro gründeten sie schließlich am 4. April 2012 zusammen das Label. Der Name basiert auf einem Lied von Farid Bangs Album Asphalt Massaka 2. Das erste Signing sollte der ebenfalls aus Düsseldorf stammende Rapper Al-Gear werden, mit dem Farid Bang lange befreundet war. Die beiden zerstritten sich jedoch kurzfristig. Zur gleichen Zeit hatte Farid Bang aber Majoe entdeckt, das Duo Majoe & Jasko wurde damit das erste Signing von Banger Musik. Es folgten KC Rebell und Summer Cem.
2014 gelang es dem Label innerhalb eines Jahres drei Nummer-eins-Hits in den deutschen Albencharts zu haben. Den Vertrieb des Labels übernahm zunächst Groove Attack, seit Januar 2015 der Vertriebspartner Warner Music. Im April 2015 erschien in Kooperation mit der Hip-Hop-Zeitschrift Backspin das erste „Banger Mag“, eine Zeitschrift mit Interviews und Hintergrundgeschichten, die nur Künstler des Labels, befreundete Musiker oder Kollegen der Labelmacher umfassen. Am 2. Juni 2016 wurde das neue Banger Musik-Signing 18 Karat vorgestellt.
In den Jahren 2014, 2016 und 2017 wurde Banger Musik bei den Hiphop.de Awards als „Bestes Label national“ ausgezeichnet. Im Juli 2018 gab KC Rebell bekannt, dass er das Label verlässt. Am 1. November 2018 wurde der Rapper Sipo als neues Banger Musik-Signing vorgestellt.

## Banger Musik Films
Das Sublabel Banger Musik Films kümmert sich um die Visualisierung auf YouTube. So werden seit Ghettosuperstar von Majoe alle Musikvideos der Künstler dort produziert. Vorher war die unabhängige Produktionsfirma StreetCinema dafür verantwortlich. Elbouhlail und Jacobs sind als Regisseure tätig.

## Künstler
- Farid Bang (seit 2012)
- Majoe (seit 2012)
- Jasko (seit 2012)
- Summer Cem (seit 2014)
- Sipo (seit 2018)

## Ehemalige Künstler
- L-Nino (2012)
- KC Rebell (2013–2018)
- 18 Karat (2016–2022)

## Alben
| Jahr | Titel                                              | Höchstplatzierung, Gesamtwochen, AuszeichnungChartplatzierungen (Jahr, Titel, Platzierungen, Wochen, Auszeichnungen, Anmerkungen) | Höchstplatzierung, Gesamtwochen, AuszeichnungChartplatzierungen (Jahr, Titel, Platzierungen, Wochen, Auszeichnungen, Anmerkungen) | Höchstplatzierung, Gesamtwochen, AuszeichnungChartplatzierungen (Jahr, Titel, Platzierungen, Wochen, Auszeichnungen, Anmerkungen) | Anmerkungen |
| Jahr | Titel                                              | DE | AT | CH | Anmerkungen |
| ---- | -------------------------------------------------- | --- | --- | --- | --- |
| 2012 | Majoe & Jasko – Mobbing Musik                      | DE82 (1 Wo.)DE | — | — | Erstveröffentlichung: 5. Oktober 2012 |
| 2013 | KC Rebell − Banger rebellieren                     | DE2 (3 Wo.)DE | AT5 (3 Wo.)AT | CH6 (2 Wo.)CH | Erstveröffentlichung: 3. Mai 2013 |
| 2013 | Majoe & Jasko – Majoe vs Jasko                     | DE33 (1 Wo.)DE | AT68 (1 Wo.)AT | CH47 (1 Wo.)CH | Erstveröffentlichung: 8. November 2013 |
| 2014 | Farid Bang − Killa                                 | DE1 Gold · (13 Wo.)DE | AT1 (10 Wo.)AT | CH3 (10 Wo.)CH | Erstveröffentlichung: 14. März 2014 Verkäufe: + 100.000                                                                                      |
| 2014 | KC Rebell – Rebellution                            | DE1 (12 Wo.)DE | AT3 (5 Wo.)AT | CH2 (7 Wo.)CH | Erstveröffentlichung: 30. Mai 2014 |
| 2014 | Majoe − Breiter als der Türsteher                  | DE1 (6 Wo.)DE | AT3 (3 Wo.)AT | CH1 (4 Wo.)CH | Erstveröffentlichung: 5. September 2014 |
| 2014 | Summer Cem – HAK                                   | DE4 (3 Wo.)DE | AT7 (1 Wo.)AT | CH8 (3 Wo.)CH | Erstveröffentlichung: 14. November 2014 |
| 2015 | Farid Bang – Asphalt Massaka 3                     | DE1 Gold · (8 Wo.)DE | AT3 (7 Wo.)AT | CH1 (9 Wo.)CH | Erstveröffentlichung: 27. März 2015 Verkäufe: + 100.000                                                                                      |
| 2015 | KC Rebell – Fata Morgana                           | DE1 Gold · (13 Wo.)DE | AT1 (7 Wo.)AT | CH1 (11 Wo.)CH | Erstveröffentlichung: 12. Juni 2015 Verkäufe: + 100.000                                                                                      |
| 2015 | Majoe – Breiter als 2 Türsteher                    | DE1 (3 Wo.)DE | AT1 (3 Wo.)AT | CH1 (3 Wo.)CH | Erstveröffentlichung: 16. Oktober 2015 |
| 2016 | Summer Cem – Cemesis                               | DE1 (4 Wo.)DE | AT4 (3 Wo.)AT | CH4 (2 Wo.)CH | Erstveröffentlichung: 22. Januar 2016 |
| 2016 | Jasko − Wenn kommt, dann kommt                     | DE18 (1 Wo.)DE | AT17 (1 Wo.)AT | CH17 (1 Wo.)CH | Erstveröffentlichung: 18. März 2016 |
| 2016 | Farid Bang – Blut                                  | DE2 (10 Wo.)DE | AT1 (8 Wo.)AT | CH1 (6 Wo.)CH | Erstveröffentlichung: 27. Mai 2016 |
| 2016 | KC Rebell − Abstand                                | DE1 Gold · (23 Wo.)DE | AT4 (13 Wo.)AT | CH1 (13 Wo.)CH | Erstveröffentlichung: 25. November 2016 Verkäufe: + 100.000                                                                                  |
| 2017 | Majoe – Auge des Tigers                            | DE1 (6 Wo.)DE | AT3 (3 Wo.)AT | CH2 (3 Wo.)CH | Erstveröffentlichung: 10. Februar 2017 |
| 2017 | 18 Karat − Pusha                                   | DE4 (4 Wo.)DE | AT6 (2 Wo.)AT | CH5 (3 Wo.)CH | Erstveröffentlichung: 7. April 2017 |
| 2017 | KC Rebell & Summer Cem – Maximum                   | DE1 (13 Wo.)DE | AT1 (8 Wo.)AT | CH1 (8 Wo.)CH | Erstveröffentlichung: 16. Juni 2017 |
| 2017 | Kurdo & Majoe – Blanco                             | DE6 (3 Wo.)DE | AT7 (2 Wo.)AT | CH7 (2 Wo.)CH | Erstveröffentlichung: 15. September 2017 |
| 2017 | Kollegah & Farid Bang − Jung Brutal Gutaussehend 3 | DE1 (33 Wo.)DE | AT1 Gold · (19 Wo.)AT | CH1 Gold · (13 Wo.)CH | Erstveröffentlichung: 1. Dezember 2017 mit Farid Bang; Verkäufe: + 217.500; indiziert im September 2018; Platin-Auszeichnung in DE revidiert |
| 2018 | 18 Karat – Geld Gold Gras                          | DE3 (7 Wo.)DE | AT3 (2 Wo.)AT | CH6 (3 Wo.)CH | Erstveröffentlichung: 3. März 2018 |
| 2018 | Summer Cem – Endstufe                              | DE1 (19 Wo.)DE | AT4 (15 Wo.)AT | CH1 (9 Wo.)CH | Erstveröffentlichung: 27. Juli 2018 |
| 2018 | Kollegah & Farid Bang – Platin war gestern         | DE1 (9 Wo.)DE | AT1 (4 Wo.)AT | CH1 (4 Wo.)CH | Erstveröffentlichung: 10. August 2018 über Banger Musik und Alpha Music Empire erschienen                                                    |
| 2018 | Majoe – Frontal                                    | DE15 (1 Wo.)DE | AT34 (1 Wo.)AT | CH25 (1 Wo.)CH | Erstveröffentlichung: 21. Oktober 2018 |
| 2018 | Jasko – Fiasko                                     | DE66 (1 Wo.)DE | — | CH93 (1 Wo.)CH | Erstveröffentlichung: 30. November 2018 |
| 2019 | 18 Karat – Je m’appelle Kriminell                  | DE3 (6 Wo.)DE | AT3 (3 Wo.)AT | CH4 (4 Wo.)CH | Erstveröffentlichung: 31. Mai 2019 |
| 2019 | Summer Cem - Nur noch nice                         | DE2 (37 Wo.)DE | AT4 (32 Wo.)AT | CH6 (15 Wo.)CH | Erstveröffentlichung: 8. November 2019 |
| 2020 | Play69 & Sipo – ASAP                               | DE45 (1 Wo.)DE | — | — | Erstveröffentlichung: 28. Februar 2020 über Banger Musik und Helal Money Entertainment erschienen                                            |
| 2020 | Farid Bang – Genkidama                             | DE11 (6 Wo.)DE | AT5 (5 Wo.)AT | CH3 (6 Wo.)CH | Erstveröffentlichung: 29. Mai 2020 |
| 2020 | KC Rebell & Summer Cem – Maximum III               | DE2 (3 Wo.)DE | AT1 (3 Wo.)AT | CH8 (2 Wo.)CH | Erstveröffentlichung: 16. Oktober 2020 |
| 2021 | 18 Karat – Narco Trafficante                       | DE2 (2 Wo.)DE | AT16 (1 Wo.)AT | CH47 (1 Wo.)CH | Erstveröffentlichung: 8. Januar 2021 |
| 2021 | Majoe & Silva – Lockdown                           | DE44 (1 Wo.)DE | — | — | Erstveröffentlichung: 2. April 2021 |
| 2021 | KC Rebell & Summer Cem – FNFZHN                    | — | — | — | Erstveröffentlichung: 23. April 2021 |
| 2021 | Farid Bang – Asozialer Marokkaner                  | DE1 (7 Wo.)DE | AT2 (4 Wo.)AT | CH1 (4 Wo.)CH | Erstveröffentlichung: 23. Juli 2021 |
| 2021 | Farid Bang – X                                     | DE13 (2 Wo.)DE | AT11 (2 Wo.)AT | CH8 (4 Wo.)CH | Erstveröffentlichung: 26. November 2021 |
| 2022 | 18 Karat – Uncut                                   | DE4 (2 Wo.)DE | AT11 (1 Wo.)AT | CH10 (1 Wo.)CH | Erstveröffentlichung: 7. Januar 2022 |
| 2022 | Majoe – Breiter als 3 Türsteher                    | DE16 (1 Wo.)DE | AT39 (1 Wo.)AT | CH27 (1 Wo.)CH | Erstveröffentlichung: 13. Mai 2022 |
| 2022 | Capital Bra & Farid Bang – Deutschrap brandneu     | DE1 (5 Wo.)DE | AT2 (3 Wo.)AT | CH1 (4 Wo.)CH | Erstveröffentlichung: 15. Juli 2022 |
| 2023 | Farid Bang – Asphalt Massaka 4                     | DE3 (4 Wo.)DE | AT6 (2 Wo.)AT | CH3 (5 Wo.)CH | Erstveröffentlichung: 27. Oktober 2023 |

### Singles
| Jahr | Titel Album                                                               | Höchstplatzierung, Gesamtwochen, AuszeichnungChartplatzierungen (Jahr, Titel, Album, Platzierungen, Wochen, Auszeichnungen, Anmerkungen) | Höchstplatzierung, Gesamtwochen, AuszeichnungChartplatzierungen (Jahr, Titel, Album, Platzierungen, Wochen, Auszeichnungen, Anmerkungen) | Höchstplatzierung, Gesamtwochen, AuszeichnungChartplatzierungen (Jahr, Titel, Album, Platzierungen, Wochen, Auszeichnungen, Anmerkungen) | Anmerkungen                                                                                             |
| Jahr | Titel Album                                                               | DE | AT | CH | Anmerkungen                                                                                             |
| ---- | ------------------------------------------------------------------------- | --- | --- | --- | --- |
| 2012 | Kollegah, Farid Bang: Dynamit Jung brutal gutaussehend 2                  | DE28 (2 Wo.)DE | AT39 (1 Wo.)AT | CH41 (1 Wo.)CH | Erstveröffentlichung: 29. November 2012                                                                 |
| 2013 | KC Rebell: Kanax in Paris Banger rebellieren                              | DE60 (1 Wo.)DE | AT66 (1 Wo.)AT | — | Erstveröffentlichung: 15. März 2013 feat. Farid Bang                                                    |
| 2014 | Farid Bang: Bitte Spitte Toi Lab Killa                                    | DE32 (1 Wo.)DE | AT39 (1 Wo.)AT | CH72 (1 Wo.)CH | Erstveröffentlichung: 2. Januar 2014                                                                    |
| 2014 | Farid Bang: Lutsch Killa                                                  | DE44 (1 Wo.)DE | AT59 (1 Wo.)AT | CH61 (1 Wo.)CH | Erstveröffentlichung: 31. Januar 2014                                                                   |
| 2014 | Farid Bang: Dein Weg Killa                                                | DE86 (1 Wo.)DE | — | — | Erstveröffentlichung: 14. Februar 2014                                                                  |
| 2014 | Farid Bang: King & Killa Killa                                            | DE50 (1 Wo.)DE | AT67 (1 Wo.)AT | — | Erstveröffentlichung: 27. Februar 2014 feat. Kollegah                                                   |
| 2014 | Farid Bang: Goodfellas Killa                                              | DE54 (1 Wo.)DE | AT62 (1 Wo.)AT | CH53 (1 Wo.)CH | Erstveröffentlichung: 14. März 2014 feat. Bushido                                                       |
| 2014 | KC Rebell: Kanax in Moskau Rebellution                                    | DE32 (1 Wo.)DE | AT43 (1 Wo.)AT | CH37 (1 Wo.)CH | Erstveröffentlichung: 4. April 2014 feat. Farid Bang                                                    |
| 2014 | KC Rebell: Hayvan Rebellution                                             | DE78 (1 Wo.)DE | — | — | Erstveröffentlichung: 2. Mai 2014 feat. Summer Cem                                                      |
| 2014 | KC Rebell: Egoist Rebellution                                             | DE65 (1 Wo.)DE | — | — | Erstveröffentlichung: 20. Juni 2014 feat. Kollegah                                                      |
| 2014 | Majoe: Nur der Tod kann mich stoppen Breiter als der Türsteher            | DE78 (1 Wo.)DE | AT67 (1 Wo.)AT | — | Erstveröffentlichung: 3. Juli 2014                                                                      |
| 2014 | Majoe: Ghettosuperstar Breiter als der Türsteher                          | DE86 (1 Wo.)DE | — | — | Erstveröffentlichung: 18. Juli 2014                                                                     |
| 2014 | Majoe: BADT Breiter als der Türsteher                                     | DE55 (2 Wo.)DE | AT70 (1 Wo.)AT | — | Erstveröffentlichung: 22. August 2014 feat. Farid Bang & Kollegah                                       |
| 2014 | Majoe: Manchmal Breiter als der Türsteher                                 | DE76 (1 Wo.)DE | — | — | Erstveröffentlichung: 5. September 2014 feat. KC Rebell & Summer Cem                                    |
| 2014 | Majoe: Stresserblick Breiter als der Türsteher                            | DE92 (1 Wo.)DE | — | — | Erstveröffentlichung: 5. September 2014 feat. Kurdo                                                     |
| 2014 | Summer Cem: Mafia Musik HAK                                               | DE59 (1 Wo.)DE | AT75 (1 Wo.)AT | — | Erstveröffentlichung: 19. September 2014 feat. Farid Bang                                               |
| 2014 | Summer Cem: 100 HAK                                                       | DE83 (1 Wo.)DE | — | — | Erstveröffentlichung: 3. Oktober 2014                                                                   |
| 2015 | Farid Bang: Johnny Fontaine Asphalt Massaka 3                             | DE32 (1 Wo.)DE | AT39 (1 Wo.)AT | CH72 (1 Wo.)CH | Erstveröffentlichung: 13. Februar 2015                                                                  |
| 2016 | Farid Bang: Creed Creed: Original Motion Picture Soundtrack               | DE95 (1 Wo.)DE | — | — | Erstveröffentlichung: 12. Januar 2016                                                                   |
| 2016 | KC Rebell: Paper Abstand                                                  | DE53 (6 Wo.)DE | — | — | Erstveröffentlichung: 16. September 2016                                                                |
| 2016 | KC Rebell: Leer Abstand                                                   | DE31 (6 Wo.)DE | AT50 (1 Wo.)AT | CH67 (1 Wo.)CH | Erstveröffentlichung: 30. September 2016                                                                |
| 2016 | KC Rebell: Mosquitos Abstand                                              | DE49 (7 Wo.)DE | — | CH78 (1 Wo.)CH | Erstveröffentlichung: 21. Oktober 2016                                                                  |
| 2016 | KC Rebell: TelVision Abstand                                              | DE40 (3 Wo.)DE | AT52 (1 Wo.)AT | CH94 (1 Wo.)CH | Erstveröffentlichung: 11. November 2016                                                                 |
| 2016 | KC Rebell: Ich brauch dich Abstand                                        | DE30 (2 Wo.)DE | AT72 (1 Wo.)AT | CH63 (1 Wo.)CH | Erstveröffentlichung: 25. November 2016                                                                 |
| 2016 | KC Rebell: iPhone 17 Abstand                                              | DE19 (17 Wo.)DE | AT59 (6 Wo.)AT | CH57 (1 Wo.)CH | Erstveröffentlichung: 26. Dezember 2016 feat. Moe Phoenix                                               |
| 2017 | Majoe: Sidechick Auge des Tigers                                          | DE97 (1 Wo.)DE | — | — | Erstveröffentlichung: 13. Januar 2017                                                                   |
| 2017 | Majoe: Silberner Ferrari Auge des Tigers                                  | DE83 (1 Wo.)DE | — | — | Erstveröffentlichung: 15. Februar 2017 feat. Farid Bang                                                 |
| 2017 | KC Rebell, Summer Cem: Nicht jetzt Maximum                                | DE20 (13 Wo.)DE | AT50 (1 Wo.)AT | CH70 (1 Wo.)CH | Erstveröffentlichung: 21. April 2017                                                                    |
| 2017 | KC Rebell, Summer Cem: Murcielago Maximum                                 | DE14 Platin · (20 Wo.)DE | AT48 (8 Wo.)AT | CH75 (1 Wo.)CH | Erstveröffentlichung: 12. Mai 2017 Verkäufe: +400.000                                                   |
| 2017 | KC Rebell, Summer Cem: Tabasco Maximum                                    | DE41 (3 Wo.)DE | AT64 (1 Wo.)AT | — | Erstveröffentlichung: 22. Mai 2017                                                                      |
| 2017 | KC Rebell, Summer Cem: Voll mein Ding Maximum                             | DE34 (4 Wo.)DE | AT65 (1 Wo.)AT | — | Erstveröffentlichung: 16. Juni 2017 feat. Adel Tawil                                                    |
| 2017 | Kurdo, Majoe: Desert Eagle Blanco                                         | DE68 (3 Wo.)DE | AT99 (1 Wo.)AT | — | Erstveröffentlichung: 1. September 2017                                                                 |
| 2017 | Kollegah, Farid Bang: Sturmmaske auf (Intro) Jung, brutal, gutaussehend 3 | DE1 Gold · (14 Wo.)DE | AT6 (9 Wo.)AT | CH15 Gold · (3 Wo.)CH | Erstveröffentlichung: 29. September 2017 Verkäufe: +210.000                                             |
| 2017 | Kollegah, Farid Bang: Zieh' den Rucksack aus Nafri Trap Ep                | DE4 Gold · (15 Wo.)DE | AT12 (9 Wo.)AT | CH35 Gold · (2 Wo.)CH | Erstveröffentlichung: 30. September 2017 Verkäufe: +210.000                                             |
| 2017 | Kollegah, Farid Bang: Gamechanger Jung brutal gutaussehend 3              | DE6 (7 Wo.)DE | AT16 (5 Wo.)AT | CH24 (3 Wo.)CH | Erstveröffentlichung: 2. November 2017                                                                  |
| 2017 | KC Rebell, Summer Cem: Erdbeerwoche                                       | DE65 (2 Wo.)DE | — | — | Erstveröffentlichung: 10. November 2017 feat. Elias                                                     |
| 2017 | Kollegah, Farid Bang: Ave Maria Jung brutal gutaussehend 3                | DE5 Gold · (7 Wo.)DE | AT9 (2 Wo.)AT | CH15 Gold · (3 Wo.)CH | Erstveröffentlichung: 1. Dezember 2017 : +210.000                                                       |
| 2017 | Kollegah, Farid Bang: One Night Stand Nafri Trap Ep                       | DE51 (4 Wo.)DE | — | — | Erstveröffentlichung: 29. Dezember 2017                                                                 |
| 2018 | 18 Karat: Versace Geld Gold Gras                                          | DE96 (1 Wo.)DE | — | — | Erstveröffentlichung: 26. Januar 2018                                                                   |
| 2018 | 18 Karat: Komm ins Café 2 Geld Gold Gras                                  | DE53 (1 Wo.)DE | AT63 (1 Wo.)AT | CH88 (1 Wo.)CH | Erstveröffentlichung: 9. Februar 2018 feat. Farid Bang                                                  |
| 2018 | 18 Karat: Mama ist nicht stolz Geld Gold Gras                             | DE50 (1 Wo.)DE | AT73 (1 Wo.)AT | CH90 (1 Wo.)CH | Erstveröffentlichung: 23. Februar 2018                                                                  |
| 2018 | Summer Cem: 200 Düsen Endstufe                                            | DE94 (2 Wo.)DE | — | — | Erstveröffentlichung: 30. März 2018                                                                     |
| 2018 | Kollegah, Farid Bang: All Eyez On Us Platin war gestern                   | DE39 (2 Wo.)DE | AT59 (1 Wo.)AT | CH81 (1 Wo.)CH | Erstveröffentlichung: 12. April 2018                                                                    |
| 2018 | Summer Cem: Tmm Tmm Endstufe                                              | DE7 Platin · (26 Wo.)DE | AT11 (17 Wo.)AT | CH45 (5 Wo.)CH | Erstveröffentlichung: 23. April 2018 Verkäufe: +400.000                                                 |
| 2018 | Summer Cem: Chinchilla Endstufe                                           | DE11 (13 Wo.)DE | AT14 (9 Wo.)AT | CH35 (2 Wo.)CH | Erstveröffentlichung: 11. Mai 2018 feat. KC Rebell & Capital Bra                                        |
| 2018 | Summer Cem: Casanova Endstufe                                             | DE4 Platin · (37 Wo.)DE | AT4 Platin · (32 Wo.)AT | CH37 (16 Wo.)CH | Erstveröffentlichung: 28. Mai 2018 Verkäufe: +430.000 feat. Bausa                                       |
| 2018 | Summer Cem: Crew Endstufe                                                 | DE28 (6 Wo.)DE | AT51 (1 Wo.)AT | — | Erstveröffentlichung: 18. Juni 2018                                                                     |
| 2018 | Kollegah, Farid Bang: Mitternacht 2 Platin war gestern                    | DE19 (4 Wo.)DE | AT25 (2 Wo.)AT | CH43 (1 Wo.)CH | Erstveröffentlichung: 29. Juni 2018                                                                     |
| 2018 | Summer Cem: Santorini Endstufe                                            | DE15 (8 Wo.)DE | AT30 (6 Wo.)AT | CH65 (3 Wo.)CH | Erstveröffentlichung: 9. Juli 2018 feat. Veysel                                                         |
| 2018 | Summer Cem: Alles vorbei Endstufe                                         | DE44 (3 Wo.)DE | AT74 (1 Wo.)AT | — | Erstveröffentlichung: 23. Juli 2018                                                                     |
| 2018 | Kollegah, Farid Bang: In die Unendlichkeit Platin war gestern             | DE39 (2 Wo.)DE | AT55 (3 Wo.)AT | CH91 (1 Wo.)CH | Erstveröffentlichung: 10. August 2018 feat. Musiye                                                      |
| 2018 | Farid Bang: International Gangstas                                        | DE5 (5 Wo.)DE | AT11 (4 Wo.)AT | CH8 Gold · (2 Wo.)CH | Erstveröffentlichung: 21. September 2018 Verkäufe: +10.000 feat. Capo & 6ix9ine & Sch                   |
| 2018 | Majoe: Ewigkeit Frontal                                                   | DE75 (1 Wo.)DE | — | — | Erstveröffentlichung: 28. September 2018                                                                |
| 2018 | Farid Bang: Nurmagomedow Nurmagomedow E.P.                                | DE33 (1 Wo.)DE | AT41 (1 Wo.)AT | CH51 (1 Wo.)CH | Erstveröffentlichung: 23. November 2018 feat. The Game                                                  |
| 2019 | Farid Bang: #niemalsantäuschen Nurmagomedow E.P.                          | DE4 (7 Wo.)DE | AT9 (5 Wo.)AT | CH16 Gold · (2 Wo.)CH | Erstveröffentlichung: 11. Januar 2019 Verkäufe: +10.000                                                 |
| 2019 | Play69, Farid Bang: Kugelsicherer Jugendlicher                            | DE80 (1 Wo.)DE | — | — | Erstveröffentlichung: 1. März 2019 feat. Fler                                                           |
| 2019 | 18 Karat: So stell ich mir das vor Je m’appelle Kriminell                 | DE47 (2 Wo.)DE | AT68 (1 Wo.)AT | CH94 (1 Wo.)CH | Erstveröffentlichung: 8. März 2019                                                                      |
| 2019 | 18 Karat: FMFL 3.0 Je m’appelle Kriminell                                 | DE50 (1 Wo.)DE | AT53 (1 Wo.)AT | CH69 (1 Wo.)CH | Erstveröffentlichung: 3. Mai 2019                                                                       |
| 2019 | 18 Karat: Immer auf der Straße Je m'apelle Kriminell                      | DE38 (1 Wo.)DE | AT46 (1 Wo.)AT | CH69 (1 Wo.)CH | Erstveröffentlichung: 19. Mai 2019 feat. Gzuz                                                           |
| 2019 | Farid Bang: Maghreb Gang Genkidama                                        | DE4 Gold · (8 Wo.)DE | AT7 Gold · (7 Wo.)AT | CH6 Gold · (7 Wo.)CH | Erstveröffentlichung: 7. Juni 2019 Verkäufe: +225.000 feat. French Montana & Khaled                     |
| 2019 | Summer Cem: Diamonds Nur noch Nice                                        | DE3 (21 Wo.)DE | AT5 (18 Wo.)AT | CH5 (14 Wo.)CH | Erstveröffentlichung: 14. Juni 2019 feat. Capital Bra                                                   |
| 2019 | Summer Cem: Yallah Goodbye Nur noch Nice                                  | DE5 Gold · (10 Wo.)DE | AT10 (7 Wo.)AT | CH20 (3 Wo.)CH | Erstveröffentlichung: 5. Juli 2019 Verkäufe: +200.000 feat. Gringo                                      |
| 2019 | Summer Cem: Bayram Nur noch Nice                                          | DE23 (3 Wo.)DE | AT37 (2 Wo.)AT | CH70 (1 Wo.)CH | Erstveröffentlichung: 26. Juli 2019 feat. Elias                                                         |
| 2019 | Summer Cem: Rollerblades Nur noch Nice                                    | DE8 (7 Wo.)DE | AT13 (5 Wo.)AT | CH21 (3 Wo.)CH | Erstveröffentlichung: 9. August 2019 feat. KC Rebell                                                    |
| 2019 | Summer Cem: Primetime Nur noch Nice                                       | DE9 Gold · (13 Wo.)DE | AT14 (7 Wo.)AT | CH25 (6 Wo.)CH | Erstveröffentlichung: 30. August 2019 Verkäufe: +200.000                                                |
| 2019 | 18 Karat: Verliebt in einen Gangster 2 PLATA O PLOMO EP                   | DE23 (5 Wo.)DE | AT46 (1 Wo.)AT | CH73 (1 Wo.)CH | Erstveröffentlichung: 30. August 2019 feat. Nura                                                        |
| 2019 | Summer Cem: Summer Cem Nur noch nice                                      | DE6 Gold · (13 Wo.)DE | AT6 (10 Wo.)AT | CH6 (8 Wo.)CH | Erstveröffentlichung: 20. September 2019 Verkäufe: +200.000 feat. Luciano original:The Underdog Project |
| 2019 | 18Karat: Narco Trafficante                                                | DE77 (1 Wo.)DE | — | — | Erstveröffentlichung: 11. Oktober 2019                                                                  |

### Sonstige Veröffentlichungen
- 2012: Majoe & Jasko: Übernahme EP (Banger Edition) (27. April 2012)
- 2014: KC Rebell: Auge (Single)
- 2014: KC Rebell: Herzblut (Single)
- 2014: Summer Cem: Morphium (Single, feat. KC Rebell)
- 2014: Summer Cem: Nike Airs (Single)
- 2014: Summer Cem: Kawasaki (Single)
- 2016: Summer Cem: Nächstes Mal (Single, feat. KC Rebell)
- 2018: Summer Cem: Erster Alles (Single)
- 2018: Kollegah & Farid Bang: Nafri Trap EP, Vol. 1
- 2018: Farid Bang: Nurmagomedow EP
- 2022: Farid Bang: Home Run EP